# Орлівське (Павлоградський район)
Орлі́вське — село в Україні, у Павлоградському районі Дніпропетровської області. Входить до складу Юр'ївської селищної громади. Населення за переписом 2001 року становить 13 осіб. До 2020 орган місцевого самоврядування — Новов'язівська сільська рада.

## Географія
Село Орлівське знаходиться на відстані 3 км від села Затишне.

## Пам'ятка
В центрі села розташовується Братська могила радянських воїнів.

## Інтернет-посилання
- Погода в селі Орлівське [Архівовано 20 грудня 2011 у Wayback Machine.]